# Gekkonomorpha
Gekkonomorpha es un clado de lagartos que incluye a los geckos y a sus parientes más cercanos. Aunque el nombre fue usado por primera vez en 1900, Gekkonomorpha no fue usado ampliamente como un taxón formal hasta que le fue dada una definición filogenética en la década de 1990. Bajo dicha definición, Gekkonomorpha es un taxón basado en tallos que contiene al taxón basado en nodos Gekkota, el grupo que incluye al último ancestro común de todos los geckos actuales y sus descendientes. La extensión de Gekkonomorpha más allá de los gekkotanos varía con los diferentes estudios. Por ejemplo, Lee (1998) definió a Gekkonomorpha de tal manera que incluía no solo a Gekkota sino también a los lagartos sin patas anfisbenios y dibámidos. El análisis filogenético de Conrad (2008), el cual no apoya una relación cercana entre los geckos y los lagartos sin patas, usó a Gekkonomorpha de una forma mucho más restrictiva, de modo que incluía solo a Gekkota y a unos cuantos lagartos extintos más cercanamente relacionados con Gekkota que a cualquier otro grupo actual de lagartos (lo que los convierte en gekkotanos "troncales"). Algunos de los más recientes análisis filogenéticos sugieren que los lagartos extintos Gobekko y Parviraptor pueden ser gekkotanos troncales, aunque otros análisis encuentran que Gobekko podría en cambio estar dentro de Gekkota mientras que Parviraptor estaría por fuera de Gekkonomorpha.